# Aire urbaine de Surgères
L'aire urbaine de Surgères est une aire urbaine française centrée sur la ville de Surgères, petite ville située dans le nord-ouest de la Charente-Maritime.

## Zonage de l'aire urbaine de Surgères en 2010 et population en 2008

### Données globales
Selon le dernier zonage effectué par l'INSEE en 2010, l'aire urbaine de Surgères compte 6 317 habitants en 2008 (population municipale).
En 2008, elle se situait au 510e rang national et au 23e rang régional en Poitou-Charentes, tout juste devant l'aire urbaine de Jonzac et talonnant de près l'aire urbaine de Saint-Pierre-d'Oléron. 
Selon l'INSEE, l'aire urbaine de Surgères fait partie des petites aires urbaines de la France c'est-à-dire ayant entre 1 500 et moins de 5 000 emplois.
L'unité urbaine de Surgères, qui correspond au statut de ville isolée, forme à la fois le pôle urbain et l'aire urbaine de Surgères selon la nouvelle terminologie de l'INSEE. L'aire urbaine de Surgères ne possède donc pas de couronne urbaine selon le nouveau zonage de 2010 défini par l'Insee. 
Elle est contigüe à l'aire urbaine de La Rochelle par les communes de Chambon, Vouhé et Puyravault où ces deux dernières font partie de son canton.
En Charente-Maritime, elle occupe le neuvième rang, très loin derrière les aires urbaines de La Rochelle, Saintes, Rochefort et Royan qui sont les quatre grandes aires urbaines de ce département. Elle se situe après la moyenne aire urbaine de Saint-Jean-d'Angély (5e rang départemental) et après les petites aires urbaines de La Tremblade, Marennes et Saint-Pierre-d'Oléron. Elle devance tout juste l'aire urbaine de Jonzac qui est la dixième du département.

### Composition de l'aire urbaine de Surgères selon le zonage de 2010
Composition de l'aire urbaine de Surgères selon le nouveau zonage de 2010 et population en 2008 (population municipale)
| Commune                                  | Superficie | Population | Densité de population | Catégorie dans l'aire urbaine      |
| ---------------------------------------- | ---------- | ---------- | --------------------- | ---------------------------------- |
| Surgères                                 | 28,71 km²  | 6 317 hab. | 220 hab/km²           | commune appartenant au pôle urbain |
| Pôle urbain ou unité urbaine de Surgères | 28,71 km²  | 6 317 hab. | 220 hab/km²           | 1 commune                          |
| Aire urbaine                             | 28,71 km²  | 6 317 hab. | 220 hab/km²           | 1 commune                          |